# Horní Chvatliny
Horní Chvatliny je vesnice v okrese Kolín, součást obce Dolní Chvatliny. Nachází se 1 km na jih od Dolních Chvatlin. V roce 2011 zde bylo evidováno 68 adres.
Horní Chvatliny je také název katastrálního území o rozloze 3,97 km².

## Název
Název vesnice původně býval v jednotném čísle a množné se začalo používat až pro společné označení Horních a Dolních Chvatlin. Jméno Chvatlina bylo odvozeno ze slova chvatnout (rychle brát), nebo z příjmení významného usedlíka ve stejném významu. V historických pramenech se objevuje ve tvarech: de Huathlina (1250), de Chuatlina (1295), de Chuatliny (1318), Chwatlina (1367), Chwatlyna (1352), in Chwatlinye (1369), de Chwatliny (1381), in villa Chwatlynye superiori (1386), in villa Chwatlin superiori (1398), v Chvatlině Hořejšie (1440), v Chvatlinách svrchních (1480), na vsi Chvatlinách (1495), z Chwatlin (1498), z Chvatliny (1525), z Chvatlin (1530), Horzenj Chwatliny (1654), ve vsi Hořejších Chvatlinách (1655), Ober Chwatlin a Hornj Chwatliny (1844) a Chvatliny horní (1854).

## Historie
První písemná zmínka o vesnici pochází z roku 1250.

## Další fotografie

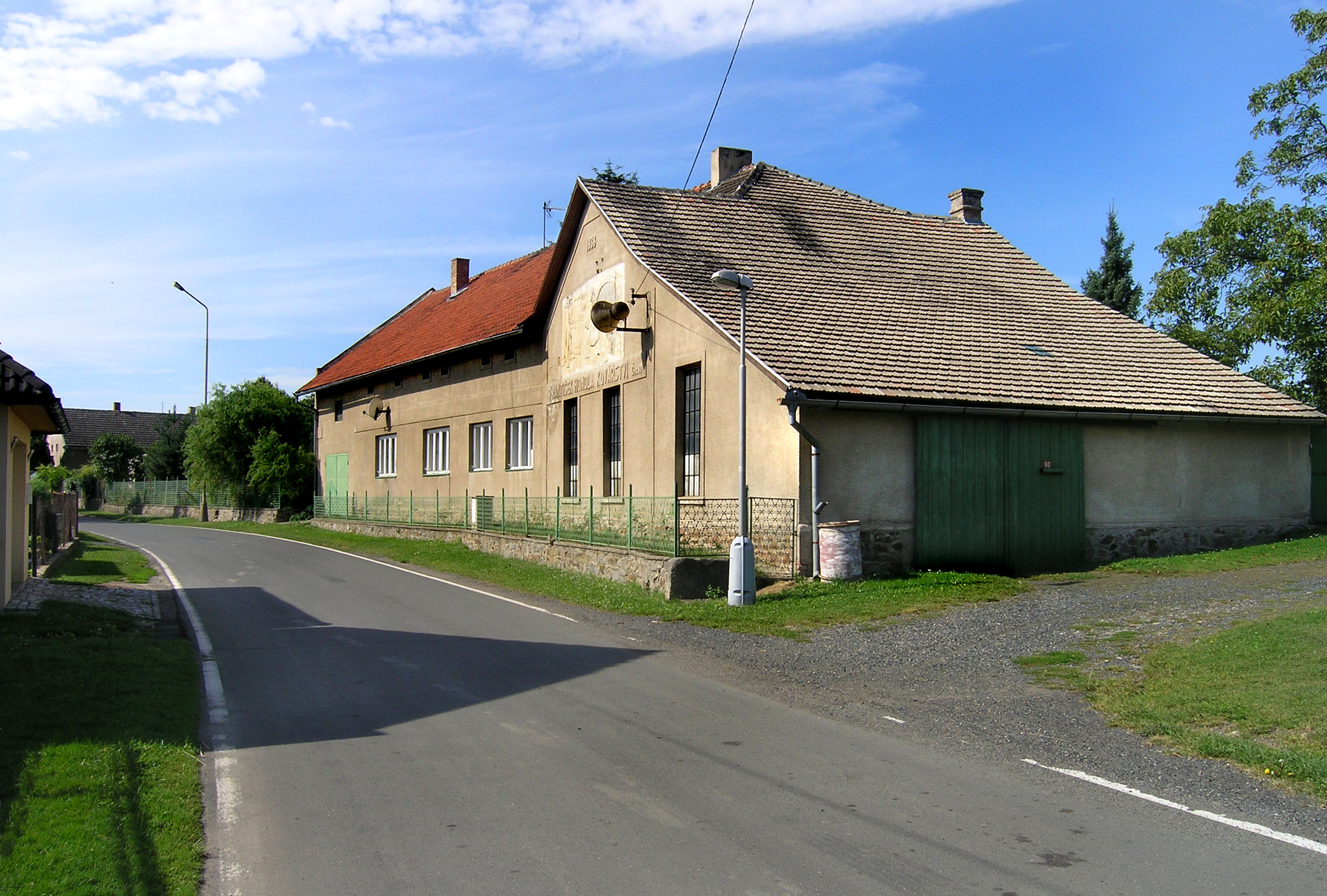
Kovárna s reliéfem
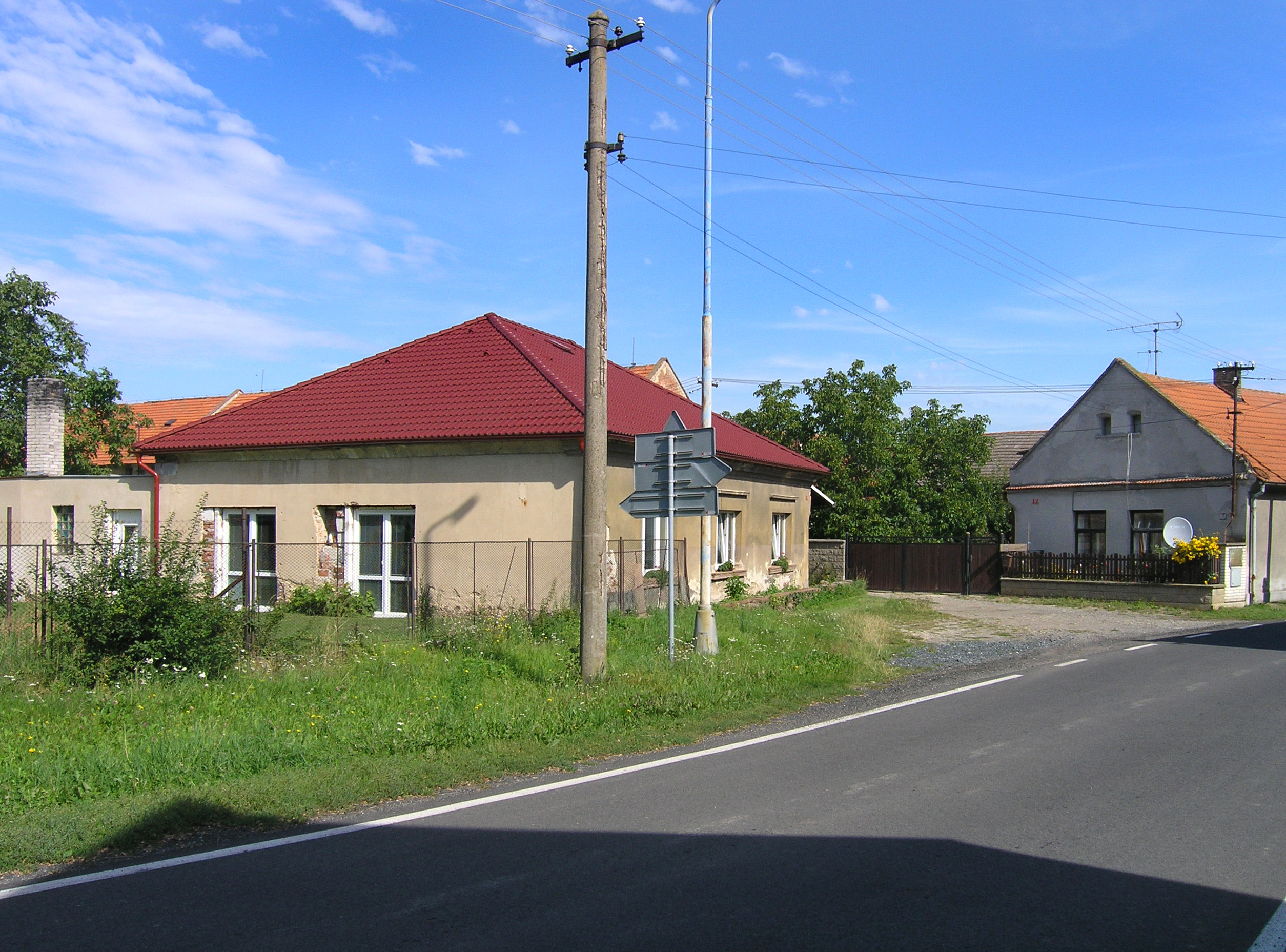
Střední část vesnice
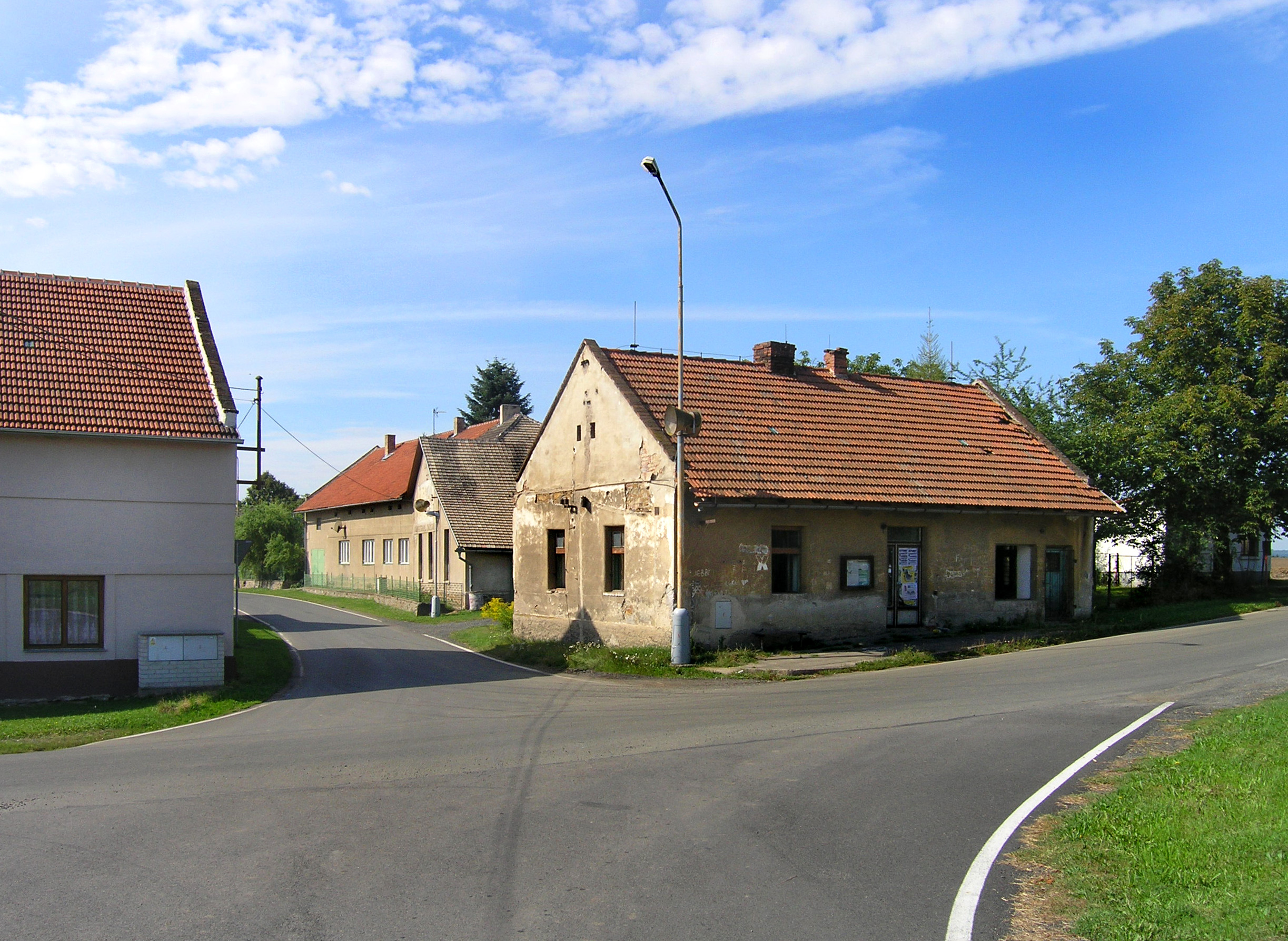
Domky u křižovatky